# 孟继懋

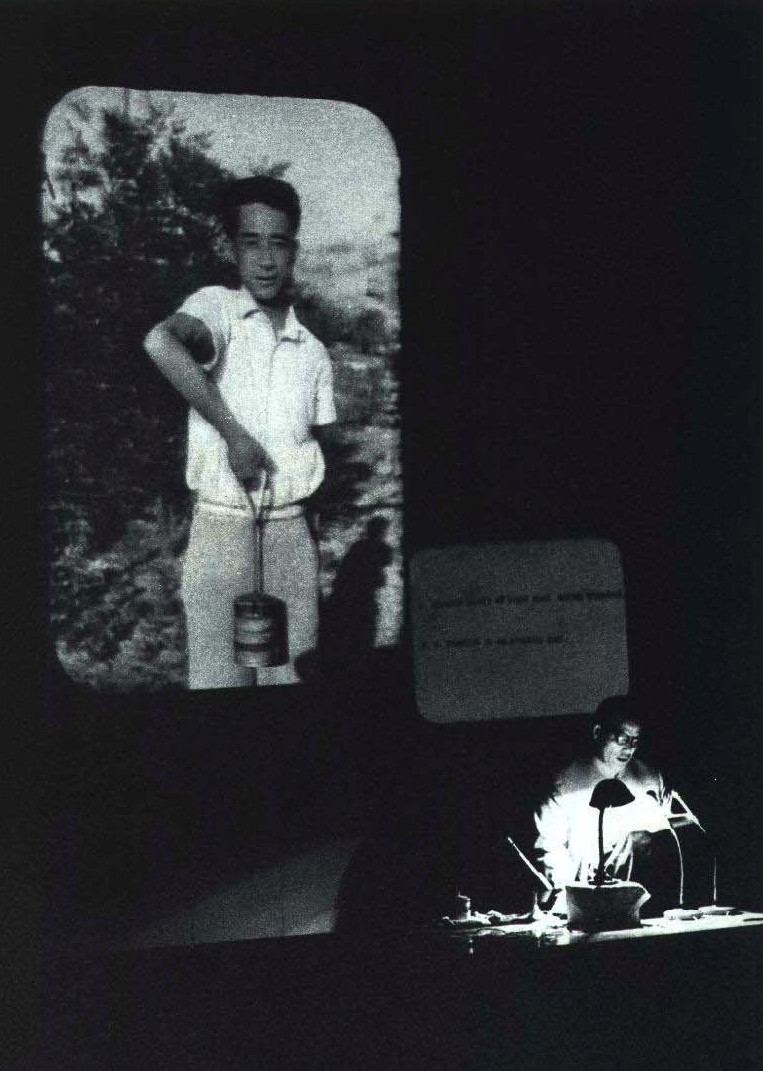
1964年 孟继懋在北京科学讨论会宣讲创伤骨科研究

孟继懋”（1897年—1980年），字公伟，天津人。中国医学家。
孟继懋毕业于天津私立第一小学，随后考入北京清华学堂，随后公派美国，留学于拉什医学院，获博士学位。随后归国，就职于北京协和医院。随后再次公派至马萨诸塞州总医院和艾奥瓦大学医院专攻骨科。1936年，任协和医院骨科主任，次年组建中华医学会骨科学组。1957年，担任首任积水潭医院院长，并创建中国创伤骨科等。